# Новка (Витебский район)
Но́вка (бел. Но́ўка) — агрогородок (до 2005 — деревня) в Витебском районе Витебской области Беларуси, в 10 метрах на юго-запад от г. Витебска на автодороге Р25 (Витебск — Сенно). Административный центр Новкинского сельсовета.
В Новке находится ж/д станция Медвёдка на линии Витебск—Орша. Население — 3499 жителей (2019).

## География
В границах деревни расположены 2 небольших озера — Новкинское и Безымянное.

## Инфраструктура
В Новке расположены производственная база ОАО «Рудаково», библиотека-филиал Витебской областной библиотеки, УО «Новкинский государственный дошкольный центр развития ребёнка», ГУО «Новкинская средняя школа Витебского района», ГУК "Витебский районный центр культуры и творчества", Амбулатория врача общей практики «Новка», стадион, ГУ «Витебский районный физкультурно-спортивный клуб «Урожай», магазины(«Копеечка», «МПЛПродторг», 3 магазина ООО «Сабарз», ИП Сулимовой И.В., «Мясковит № 6», «Родны край» УП КХУП «Полоцкий  рынок г.Витебска», «Витебскхлебстрой», «Хозяюшка», «Обновка», «Стройка»).

## Культура
- Музейная комната «История космоса» ГУО «Новкинская средняя школа Витебского района». На первой экскурсии присутствовал Герой Российской Федерации лётчик - космонавт Олег Германович Артемьев.

## Достопримечательности и памятные места
- Памятник на могиле 402 советским воинам и партизанам, погибшим при освобождении Витебского района в июне 1944 г. Установлен в 1965 г. Среди похороненных — Герои Советского Союза заместитель командира 48-го гвардейского стрелкового полка подполковник В. С. Сметанин и командир танка 28-й Отдельной гвардейской танковой Лиозненской бригады (39-я армия, 3-й Белорусский фронт) Г. Ермолаев.
- Мемориальная доска Герою Советского Союза П. Л. Долбёшкину на здании школы, в которой он учился. Установлена в 1969 г.
- Аллея знаменитых людей Витебского района. Открыта в 2014 г.
- Церковь св. Харлампия — перестраивается из здания школы, богослужения проводятся с 1994 года.